# Вечорниці (ансамбль)

## Народний етно-фольклорний колектив «Вечорниці» с. Тарасівка Великописарівської ОТГ Сумської області[1]
Народний етно-фольклорний колектив «Вечорниці» — самобутній аматорський колектив із Великописарівської громади Сумської області, який протягом понад 55 років займається збереженням, відтворенням та популяризацією української традиційної культури. Діяльність колективу спрямована на підтримку нематеріальної культурної спадщини Слобожанщини, зокрема через виконання автентичних українських народних пісень, обрядових дійств і побутових сценок.

### Історія та діяльність
Колектив був створений у 1960-х роках у селі Тарасівка, що входить до складу Великописарівської територіальної громади. Від самого початку ансамбль об’єднав місцевих мешканців, небайдужих до збереження українських пісенних традицій, фольклору та обрядовості.
Протягом десятиліть «Вечорниці» виступали на районних, обласних та всеукраїнських культурних заходах, де неодноразово відзначались журі за високу виконавську майстерність, сценічну культуру та збереження автентики.
Особливістю ансамблю є його міжпоколінне ядро: вік учасників колективу варіюється від 31 до 75 років, що сприяє безперервному переданню традицій та фольклорного репертуару від старших поколінь до молодших. Колектив активно використовує традиційні сценічні костюми, елементи яких датуються щонайменше 300-річною давністю.

### Офіційне визнання
2 жовтня 2023 року колективу було офіційно присвоєно звання «народний». Це відбулося згідно з Наказом Управління культури Сумської обласної державної адміністрації №53-ОД. Це звання стало визнанням багаторічної праці «Вечорниць» не лише на рівні громади, а й у масштабах області та країни.

### Участь у фестивалях і відзнаки
У червні 2024 року колектив взяв участь у Міжнародному фестивалі імені В. Іжевського, що проходив у місті Вінниця. Серед 60 учасників, включаючи 11 іноземних колективів, «Вечорниці» стали лауреатами ІІ ступеня.
22 серпня 2024 року у місті Суми відбувся перший Всеукраїнський фестиваль-конкурс української пісні «Слобожанські переливи». Захід був організований громадською організацією «Україна єднає», Сумською обласною філармонією, Великописарівською селищною радою та Відділом освіти, культури та молоді Нижньосироватської селищної ради. Серед 23 колективів, які представляли різні регіони України, ансамбль «Вечорниці» виборов Гран-прі фестивалю.і.